# Ayelet-Hashahar
Ayelet-Hashahar (אילת השחר) est un kibboutz situé dans le Nord d'Israël, à proximité du site archéologique de Hatzor et des villes de Hatzor-Haglilit et Rosh Pina. Ayelet-Hashahar, « La biche de l'aurore », fait référence au titre du Psaume 22, repris dans le nom du village arabe Nédjimat el-Soubah (« La gazelle du matin »).

## Historique
Les terres sur lesquelles Ayelet-Hashahar est fondé sont achetées en 1892 par le YIKA, et le premier groupe de pionniers composé d'émigrants s'y installe en 1915.
Durant le mandat britannique, le kibboutz est utilisé comme étape de passage pour les émigrants illégaux arrivés par la Syrie et le Liban.
Il accueille les kibboutznikim de Makhar, le seul kibboutz français ayant existé en 1935.
Lors de la Guerre d'Indépendance, Ayelet-Hashahar sert de base aux unités du Palmach. Aujourd'hui encore, on peut voir dans l'enceinte du kibboutz les restes de l'avion syrien abattu en 1948.
Pendant la Guerre des Six Jours, Ayelet-Hashahar essuie les tirs syriens provenant du plateau du Golan.
Pendant la Guerre au Liban de l'été 2006, de nombreux tirs de katiouchas provenant du Liban atteignent l'enceinte du kibboutz, provoquant d'importants dégâts matériels.

## Habitants et économie
Ayelet-Hashahar compte 250 familles.
L'économie des membres du kibboutz repose sur les bénéfices de l'agriculture et d'un complexe touristique abritant entre autres un hôtel et des chambres d'hôtes.

## Sources
- Mihal Snounit, Ayelet-Hashahar. Ed. Kéter. Jérusalem 1987.
- Aryé Yitzhaki Guide d'Israël Tome 2. Ed. Ministère de la défense. Jérusalem 1978.
- Michael Avi-Yonah, Guide d'Israël Tome 2. Ed. Ministère de la défense. Jérusalem 1978
- Rafi Frankel, Guide d'Israël Tome 2. Ministère de la défense. Jérusalem 1978.